# La diciannovesima luna
La diciannovesima luna (Beautiful Redemption) è un romanzo dark fantasy scritto da Kami Garcia e Margaret Stohl e pubblicato negli Stati Uniti il 23 ottobre 2012 da parte della casa editrice Little, Brown and Company. È il quarto e ultimo libro della serie The Caster Chronicles, e completa il racconto degli eventi. Il libro è diviso in tre parti: la prima e la terza, raccontate dal punto di vista di Ethan e la seconda raccontata da Lena.

## Trama
Ethan Wate si ritrova nell'aldilà dove finalmente si è riunito con sua madre, ma desidera ardentemente tornare da Lena. Per entrare in contatto con lei riesce a creare dei cruciverba per il giornale locale di Gatlin, The Stars & Stripes, in cui nasconde i suoi messaggi per l'amata.
Zia Prue dice a Ethan che la sua morte non sarebbe dovuta accadere, e che esiste un modo per tornare in vita rimuovendo la sua pagina dal libro delle Caster Chronicles, custodito alle Porte della Fortezza Lontana. Per arrivarci, deve ottenere due "occhi di fiume" (pietre nere perfette) per attraversare il Grande Fiume e raggiungere le Porte, dove dovrà donare al Custode "qualcosa che non può rifiutare". Ethan ottiene il primo "occhio di fiume" da Sulla il profeta, uno dei Grandi. Il secondo è stato donato a Lena dalla sua prozia Twyla. Ethan è aiutato nel suo viaggio dal corvo di zio Abner, Exu; i corvi sono gli unici animali in grado di attraversare un mondo per arrivare all'altro.

## Critica
Entertainment Weekly ha assegnato al libro il voto "B+" definendolo un finale soddisfacente. Il Manila Bulletin invece ritiene che il romanzo abbia un "finale mediocre" e che nonostante porti a conclusione tutti i punti aperti lo fa "a costo di rinunciare a quello che aveva reso interessanti i primi tre libri"
Il sito the Atlantic Wire ha lodato il romanzo definendolo "La meravigliosa e potente conclusione di una saga epica.".